# 체사레비치 (전함)
체사레비치(러시아어: Цесаревич, Russian battleship Tsesarevich, 1901년 2월 23일 진수)는 프랑스에서 건조된 러시아 제국의 전노급전함이다. 함 이름 ‘체사레비치’는 러시아 황제 차르의 세습 황태자의 칭호이다.

## 배경
체사레비치급의 계획 직전에 일본 제국 해군이 잇따라 12인치 포함을 구입했다. 이에 러시아 제국 해군은 대비책을 필요로 하고 있었다. 태평양 함대용으로 건조된 10인치 포함 ‘페레스비트급’으로는 부족하다는 판단 하에 1898년에 러시아 해군 최초의 12인치 포를 가진 신형 전함 2척을 외국에서 주문했다. 이것이 미국의 윌리엄 크램프 앤 선즈 조선소에서 건조된 ‘레트비잔’과 프랑스의 라세인 조선소에서 건조된 ‘체사레비치’이다. 설계자는 프랑스 조선 기술자 앙투안 장 아마부루 라가누이다. 체사레비치는 보로디노급 전함의 원형이 되었다.

## 개요
러시아 해군에 편입된 것은 1903년이다. 러일 전쟁에서 뤼순 항을 거점으로 하는 태평양 함대(이후 제1태평양 함대로 개칭)에 소속되었다. 개전 직후인 1904년 2월 9일 여순항 해전에서는 일본 제국 해군 구축함대의 어뢰 공격에 당했다. 주력이었던 ‘페트로파블로브스크’가 일본이 설치한 기뢰에 닿아 침몰한 이후에는 기함을 맡았다.
8월 10일 황해 해전에서 이바노프 함장의 지휘 하에, 빌헬름 비트게프트 제독의 기함으로 출격했다. 그러나 전투 도중 일본 함대에게 30.5cm 포탄 13발과 20.3cm 포탄 2발을 맞는다. 오후 6시 이후에 명중한 포탄은 정면 갑판 중앙부에 명중하여 사령탑을 파괴하였고, 비트게프트 제독이 전사했다. 이어 오후 6시 37분에 사령탑에도 피탄되어 함장이 부상을 당한다. 또한 이 포탄을 맞아 방향타를 잡은 상태로 조타수 전사하여 체사레비치는 왼쪽으로 기울어졌다. 그로인해 러시아 함대의 군함 열은 혼란에 빠졌고, 괴멸의 위기에 빠졌지만, 전함 레트비잔이 돌진하여 일본 함대의 공격을 집중시켜 준 틈을 러시아 함대는 도주를 했다. 체사레비치에서도 의식을 되찾은 장교들에 의해 약 25분 뒤에는 조향이 가능하게 되었다.